# دهستان کوشک (اندیکا)
دهستان کوشک، یکی از دهستان‌های بخش آبژدان شهرستان اندیکا در استان خوزستان ایران است. مرکز این دهستان، روستای کوشکک کوشک است.

## جمعیت
بر پایه سرشماری عمومی نفوس و مسکن در سال ۱۳۹۵، جمعیت دهستان کوشک برابر با ۷٬۳۳۷ نفر بوده است.